# 투피 FC

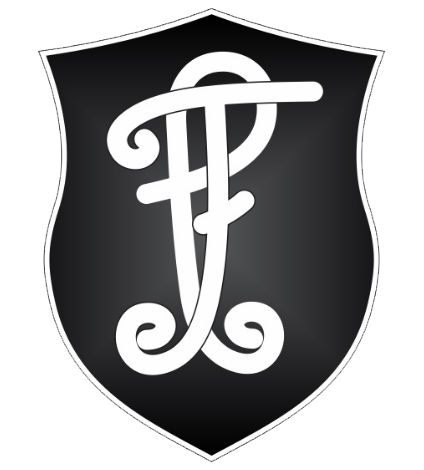

투피 FC는 브라질의 축구단으로 미나스제라이스주의 주이스지포라를 연고로 한다. 현재 캄페오나투 미네이루 세군다 디비장에 참가하고 있다.

## 역대 감독
| 감독       | 임기 |
| ---------- | ---- |
| 치타       | 2007 |
| 히카르지뉴 | 2016 |